# Vincent Cassel
Vincent Cassel (Párizs, 1966. november 23. –) César-díjas francia színész.

## Fiatalkora és családja
Vincent Crochon néven született Párizsban, Sabine Litique újságíró és Jean-Pierre Cassel színész fiaként. Szülei 1980-ban váltak el.
Cassel fivére, Mathias az Assassin nevű francia rapbanda alapító tagja. Van egy lánytestvére is, Olivia, illetve egy féltestvére, Cécile.

## Pályafutása
Cassel áttörése a Mathieu Kassovitz rendezésében készült A gyűlölet (1995) című filmhez kötődik, amelyben egy Párizs lepusztult külvárosából való zűrös fiatalembert játszik. Ezt követően változatos filmekben tűnt fel: Szerelmi fészek, Dobermann, Farkasok szövetsége és a nagy botrányt kavart Visszafordíthatatlan, amelyben felesége már hetedik alkalommal volt partnere. 
Angol nyelvű debütálása az Elizabeth (1998) című történelmi filmdrámában volt.

## Magánélete
1999-ben feleségül vette Monica Bellucci olasz modellt és színésznőt, akitől Deva nevű leánya született 2004. szeptember 12-én Rómában.
Szenvedélye a capoeira, ebbéli tehetségét az Ocean’s Twelve – Eggyel nő a tét című filmben meg is mutatta.

## Filmográfia
| Év   | Magyar cím                               | Eredeti cím                             | Szerep                        | Magyar hang         | Rendezők                 |
| ---- | ---------------------------------------- | --------------------------------------- | ----------------------------- | ------------------- | ------------------------ |
| 1989 |                                          | Les cigognes n'en font qu'à leur tête   | Pierre                        |                     | Didier Kaminka           |
| 1991 |                                          | Les clés du paradis                     | Vincent                       |                     | Philippe de Broca        |
| 1993 | A meszticlány                            | Métisse                                 | Max                           |                     | Mathieu Kassovitz        |
| 1995 |                                          | Ainsi soient-elles                      | Eric                          |                     | Patrick Alessandrin      |
| 1995 | Lisa Azuelos                             | Ainsi soient-elles                      | Eric                          |                     |                          |
| 1995 | Jefferson Párizsban                      | Jefferson in Paris                      | Camille Desmoulins            |                     | James Ivory              |
| 1995 | A gyűlölet                               | La haine                                | Vinz                          | Csonka András       | Mathieu Kassovitz (2)    |
| 1995 | Útmutató a hűtlenséghez                  | Adultère, mode d'emploi                 | Bruno                         |                     | Christine Pascal         |
| 1995 | A szertartás                             | La Cérémonie                            |                               |                     | Claude Chabrol           |
| 1996 | Szerelmi fészek                          | L'Appartement                           | Max Mayer                     | Alföldi Róbert      | Gilles Mimouni           |
| 1996 |                                          | L'Élève                                 | Julien                        |                     | Olivier Schatzky         |
| 1997 | Dobermann                                | Dobermann                               | Yann Lepentrec "Dobermann"    | Selmeczi Roland     | Jan Kounen               |
| 1997 | Mennyire kívánsz?                        | Come mi vuoi                            | Pasquale                      |                     | Carmine Amoroso          |
| 1998 | Elizabeth                                | Elizabeth                               | III. Henrik francia király    | Széles László       | Shekhar Kapur            |
| 1999 | Méditerranées                            | Unruly                                  | Pitou                         |                     | Philippe Bérenger        |
| 1999 | Jeanne d’Arc – Az orléans-i szűz         | The Messenger: The Story of Joan of Arc | Gilles de Rais                | Selmeczi Roland     | Luc Besson               |
| 1999 | Agyatlan apartman                        | Guest House Paradiso                    | Gino Giuseppe Bolognese       | Barabás Kiss Zoltán | Adrian Edmondson         |
| 2000 | Bíbor folyók                             | Les rivières pourpres                   | Max Kerkerian                 | Hujber Ferenc       | Mathieu Kassovitz (3)    |
| 2001 | Farkasok szövetsége                      | Le pacte des loups                      | Jean‑François de Morangias    | Széles Tamás        | Christophe Gans          |
| 2001 | Shrek                                    | Shrek                                   | ember (hangja)                | Forgács Péter       | Andrew Adamson           |
| 2001 | Shrek                                    | Shrek                                   | ember (hangja)                | Forgács Péter       | Vicky Jenson             |
| 2001 | On-lány                                  | Birthday Girl                           | Alekszej                      | Karácsonyi Zoltán   | Jez Butterworth          |
| 2001 | A számat figyeld                         | Sur mes lèvres                          | Paul                          | László Zsolt        | Jacques Audiard          |
| 2002 | Visszafordíthatatlan                     | Irréversible                            | Marcus                        | Stohl András        | Gaspar Noé               |
| 2003 | Ördögi színjáték                         | The reckoning                           | Lord De Guise                 | Berzsenyi Zoltán    | Paul McGuigan            |
| 2004 | Blueberry – A fejvadász                  | Blueberry                               | Mike Blueberry                | Karácsonyi Zoltán   | Jan Kounen               |
| 2004 | Kémek között                             | Agents secrets                          | Brisseau                      | Forgács Péter       | Frédéric Schoendoerffer  |
| 2004 | Ocean's Twelve – Eggyel nő a tét         | Ocean's Twelve                          | François Toulour („Éji róka”) | Viczián Ottó        | Steven Soderbergh        |
| 2005 | Kisiklottak                              | Derailed                                | LaRoche                       | Nagy Ervin          | Mikael Hafström          |
| 2006 |                                          | Sheitan                                 | Joseph's Wife, Joseph         |                     | Kim Chapiron             |
| 2007 | Ocean's Thirteen – A játszma folytatódik | Ocean's Thirteen                        | François Toulour              | Viczián Ottó        | Steven Soderbergh (2)    |
| 2007 | Eastern Promises – Gyilkos ígéretek      | Eastern Promises                        | Kirill                        | Viczián Ottó        | David Cronenberg         |
| 2007 | Minor őfelsége                           | Sa majesté Minor                        | Satyre                        |                     | Jean-Jacques Annaud      |
| 2008 | Halálos közellenség                      | L'Ennemi public n° 1                    | Jacques Mesrine               | Széles Tamás        | Jean-François Richet     |
| 2008 | Halálos közellenség 2.                   | L'Instinct de mort                      | Jacques Mesrine               | Széles Tamás        | Jean-François Richet (2) |
| 2010 | Fekete Hattyú                            | Black Swan                              | Thomas Leroy                  | Fekete Ernő Tibor   | Darren Aronofsky         |
| 2010 | Eljő a napunk                            | Notre jour viendra                      | Patrick                       | Viczián Ottó        | Romain Gavras            |
| 2011 | Veszélyes vágy                           | A Dangerous method                      | Otto Gross                    | Zámbori Soma        | David Cronenberg (2)     |
| 2011 | A szerzetes                              | Le Moine                                | Ambrosio testvér              | Széles László       | Dominik Moll             |
| 2013 | Transz                                   | Trance                                  | Franck                        | Fekete Ernő Tibor   | Danny Boyle              |
| 2014 | Rio Szeretlek!                           | Rio, I Love You                         | zé                            |                     | Vicente Amorim           |
| 2014 | Rio Szeretlek!                           | Rio, I Love You                         | zé                            | Fernando Meirelles  |                          |
| 2014 | A Szépség és a Szörnyeteg                | Beauty and the Beast                    | A szörny / A herceg           | László Zsolt        | Christophe Gans (2)      |
| 2015 | Partizán                                 | Partisan                                | Gregori                       | László Zsolt        | Ariel Kleiman            |
| 2015 | A 44. gyermek                            | Child 44                                | Kuzmin őrnagy                 | Viczián Ottó        | Daniel Espinosa          |
| 2015 | Szörnyek és szerelmek                    | Tale of Tales                           | King of Strongcliff           |                     | Matteo Garrone           |
| 2015 | Egy őrült pillanat                       | One Wild Moment                         | Laurent                       | Berzsenyi Zoltán    | Jean-François Richet (3) |
| 2015 | Az én szerelmem                          | Mon Roi                                 | Georgio Milevski              |                     | Maïwenn                  |
| 2016 | Ez csak a világ vége                     | It's Only the End of the World          | Antoine Knipper               |                     | Xavier Dolan             |
| 2016 | Jason Bourne                             | Jason Bourne                            | Asset                         | Viczián Ottó        | Paul Greengrass          |
| 2018 | Tiéd a világ                             | The World Is Yours                      | Henri                         | Csonka András       | Romain Gavras            |
| 2018 | Párizs császára                          | L'Empereur de Paris                     | Eugène-François Vidocq        | Fekete Ernő         | Jean-François Richet (4) |
| 2019 | Különleges életek                        | The Specials                            | Bruno Haroche                 | Epres Attila        | Olivier Nakache          |
| 2019 | Különleges életek                        | The Specials                            | Bruno Haroche                 | Epres Attila        | Éric Toledano            |
| 2020 | Árok                                     | Underwater                              | Lucien kapitány               | László Zsolt        | William Eubank           |
| 2020 | Mese a barátságról                       | Le bonheur des uns                      | Marc Seyriey                  |                     | Daniel Cohen             |
| 2022 | Tüzes szív                               | Fireheart                               | Shawn Nolan                   |                     | Laurent Zeitoun          |
| 2022 | Tüzes szív                               | Fireheart                               | Shawn Nolan                   | Theodore Ty         |                          |
| 2023 | Asterix és Obelix: A középső birodalom   | Astérix et Obélix: l'Empire du Milieu   | Julius Cézár                  | Széles Tamás        | Guillaume Canet          |
| 2023 | A három testőr: D’Artagnan               | Les trois mousquetaires: D'Artagnan     | Athos                         | Epres Attila        | Martin Bourboulon        |
| 2023 | A három testőr: Milady                   | Les Trois Mousquetaires: Milady         | Athos                         | Epres Attila        | Martin Bourboulon        |
| 2024 | Dúvad                                    | Damaged                                 | Walter Bravo                  | Epres Attila        | Terry McDonough          |
| 2024 |                                          | The Shrouds                             | Karsh                         |                     | David Cronenberg (3)     |
| 2024 |                                          | Saint-Ex                                | Henri Guillaumet              |                     | Pablo Agüero             |
| 2025 | Beépített DJ                             | Banger                                  | Luis . Scorpex                | Széles Tamás        | So-Me                    |

### Televízió
| Év   | Magyar Cím      | Eredeti cím               | Szerep      | Megjegyzések                              |
| ---- | --------------- | ------------------------- | ----------- | ----------------------------------------- |
| 1991 |                 | Les dessous de la passion | Christopher | tévéfilm                                  |
| 1992 | Forró csokoládé | Amour et chocolat         | Dédé        | - tévéfilm - magyar hangja: - Tóth Roland |
| 1993 |                 | Dose mortelle             |             | tévéfilm                                  |
| 1995 |                 | Soif d'en sortir          |             | tévéfilm                                  |